# Claudius Dreilich
Claudius Dreilich (född 8 september 1970 i Halle an der Saale, Tyskland) är en tysk rockmusiker.
Dreilich är känd som sångare och gitarrist i rockbandet Karat sedan 2005.
Han är son till musikern Herbert Dreilich (död 2004), som var sångare i Karat från 1975 till sin död.